# جيرالدو تيكسيرا
جيرالدو تيكسيرا هو لاعب كرة قدم برازيلي في مركز الهجوم، ولد في 5 مايو 1937 في ناتال في البرازيل. لعب مع نادي بانغو أتلتيكو.

## وصلات خارجية
- جيرالدو تيكسيرا على موقع أوليمبيديا (الإنجليزية)